# Тимофеева, Софья Алексеевна
Софья Алексеевна Тимофеева, наиболее известная под именем Соня Тимофеева (10 сентября 1944 — 14 марта 2024) — советская и российская певица, актриса, танцовщица цыганского происхождения. Заслуженная артистка РСФСР (28 ноября 1991 года).

## Биография
Родилась 10 сентября 1944 года. Уже в возрасте 14 лет начала работать в различных цыганских ансамблях и пользовалась у зрителей интересом, так как исполняла всё самобытное и родное для цыганского народа. Исполняла цыганские песни, старинные романсы, танцевала определённые танцы.
Долгое время Тимофеева служила в Московском музыкально-драматическом цыганском театре Ромэн. В 1982 году стала солисткой учреждения Москонцерт. В 1990 годах ушла из поле зрения на долгое время, об артистке не было ничего слышно до 2014 года, пока не вышло ток-шоу Пусть говорят с её участием, выпуск которого называется «Возвращение цыганки Сони».
Скончалась 14 марта 2024 года на 80-м году жизни. Похоронена на Щербинском кладбище.

## Творчество

### Фильмография
- 1968 — Живой труп (цыганка)
- 1972 — Приваловские миллионы (Стеша, вторая жена Александра Привалова)
- 1977 — Чёрная берёза (цыганка)
- 1978 — Баламут (цыганка в такси)
- 1978 — Новые приключения капитана Врунгеля (цыганка)
- 1979 — Цыган (Шелоро)
- 1985 — Возвращение Будулая (Шелоро)

### Театральные работы
Московский музыкально-драматический цыганский театр «Ромэн»
- Веруца «Ром Баро» И. Шведов (постановка С. А. Баркана, режиссёр-ассистент С. И. Андреева)
- Зарга «Горячая кровь» И. Хрусталёв (постановка С. А. Баркана, режиссёр Е. Л. Людвигова)
- Настя «Цыган» И. Ром-Лебедев, Н. Нарожный, Я. Козибеев по повести А. Калинина (постановка С. А. Баркана и И. А. Соболевой)
- Стеша «Цыганка Аза» М. Старицкий (постановка А. В. Бирюкова)
- Участница «О чём пела скрипка» (Цыганские напевы) В. Любинский, И. Ром-Лебедев (постановка С. А. Баркана)
- Струна «За дружеской беседой» И. П. Шток (постановка С. А. Баркана, режиссёр В. Ф. Бизев)
- Настя «Дети птиц» Н. Черкашин (режиссёр О. Т. Хабалов)
- Гундя «Родился я в таборе» Ю. Нагибин, И. Ром-Лебедев (постановка С. А. Баркана, режиссёр Н. А. Сличенко)
- Шалоро «Костры Будулая» по повести А. Калинина (постановка С. А. Баркана, режиссёр Э;О. Эгадзе)
- Соня «Любовь по-цыгански» И. В. Хрусталёв (режиссёр Э. О. Эгадзе)
- Феша «Цыганка Аза» М. Старицкий (постановка С. А. Баркана)
- Таня «Здравствуй, Пушкин!» А. Гессен, И. Ром-Лебедев (постановка С. А. Баркана, режиссёр Б. Р. Ташкентский)
- Грушенька «Грушенька» И. П. Шток по повести Н. С. Лескова (режиссёр-постановщик Н. А. Сличенко)
- Раница «Ехали цыгане…» И. Ром-Лебедев (режиссёр-постановщик Н. А. Сличенко)
- Мануйлиха «Чары» по мотивам повести А. И. Куприна «Олеся» (постановка О. Т. Хабалова)
- Кармен «Мы — цыгане» И. Ром-Лебедев, Н. Сличенко (режиссёр-постановщик Н. А. Сличенко)
- Солистка «Мы — цыгане» И. Ром-Лебедев, Н. Сличенко (режиссёр-постановщик Н. А. Сличенко)

### Озвучивания
- 1968 — Живой труп (песня Маши)

### Участия в фильмах
- 2017 — Тайны кино (документальный) — Цыган

## Звания и награды
- Заслуженная артистка РСФСР (28 ноября 1991 года)

## Издательства
- Вячеслав Шориков.Записки по утрам.— Litres, 2022-05-15.— 272с.— ISBN 978-5-04-343697-9.
- Вячеслав Шориков. А что будет с нами дальше?.. (сборник). — Litres, 2022-05-15. — 338с. — ISBN 978-5-457-69800-0.
- Борис Савченко. Кумиры российской эстрады. — Панорама, 1998. — 472 с. — ISBN 978-5-85220-563-6.
- Белостоцкая Е. Соня Тимофеева. [ Об арт . Моск . цыган, теат- ра «Ромэн» ] . — Труд , 1976, 30 мая.
- Борис Савченко. Московская эстрада в лицах. — Ассоциация авторов и издателей «Тандем», 1997. — 440 с.